# Belinț
Belint là một xã thuộc hạt Timiș, România. Dân số thời điểm năm 2002 là 3055 người.